# Щитниця (рослина)
Щитниця (Clypeola) — рід рослин родини капустяних. Містить 9 видів, які ростуть на півдні Європи, на півночі Африки, у західній і центральній частинах Азії.

## Види
- Clypeola aspera
- Clypeola ciliata
- Clypeola cyclodontea
- Clypeola dichotoma
- Clypeola elegans
- Clypeola eriocarpa
- Clypeola jonthlaspi
- Clypeola lappacea
- Clypeola raddeana